# Gruppo di combattimento "Crimea"
Il kampfgruppe "Krim" o squadra di combattimento di Crimea (in tedesco SS-Waffengruppe Krim) era un'unità composta da ex prigionieri sovietici in Crimea.
Venne costituito dallo scioglimento del reggimento Gebirgsjäger (tatarische Nr. 1), il 31 dicembre 1944.
L'SS Waffengruppe Krim era costituito da: 2 battaglioni di fanteria e 1 di cavalleria a sua volta inquadrata nell'Ost-Bataillon.